# Dragon Nest
Dragon Nest (с англ. — «Драконье гнездо») — условно-бесплатная многопользовательская ролевая игра (MMORPG), разработанная компанией Eyedentity Games. Игра использует систему нон-таргет, которая обеспечивает полный контроль игрока над действиями персонажа.

## Сюжет
Игра имеет несколько стартовых сюжетных линий: если вы играете ассасином, лучницей, кали, макиной или воином, вы попадаете в город «Зелёная застава», а если клириком, механиком, лансией или волшебницей — в «Снежный хребет». В первом случае сюжетные действия начинаются, когда на ваших глазах похищают молодую девушку по имени Роузи. Уничтожив всех монстров, вы спасаете её младшую сестру Лили, а Роузи тем временем уже похитили монстры. Попав в Зелёную заставу, вы получаете множество различных миссий, в которых неоднократно пытаетесь освободить эту девушку из плена.
На Снежном хребте дела обстоят иначе. На ваших глазах на повозку с продовольствием нападают монстры. Позже вы узнаёте, что в этой повозке перевозили ценные артефакты, наследие «древних» — расы, которая существовала до людей, и положила конец в борьбе с хаосом. Проходя множество заданий, вы возвращаете украденные артефакты и узнаёте, что Роузи, девушка, похищенная в Зелёной заставе, является пророком — человеком, который может общаться с Богиней мира Альтеры, и является прямым потомком древних.
Пройдя дальше, персонажи попадают в новый город, под названием Колдрок. Там выполняется серия заданий, в процессе которых они узнают, что пророка похитил Чёрный рыцарь, решивший завладеть силой древних. Так же вы знакомитесь с эльфийкой Аргентой (скорее всего, получившей своё имя из-за своих серебряных волос). Но потом вы узнаёте что Аргента — серебряный дракон. Совместными усилиями вы пытаетесь победить Чёрного рыцаря, но в ходе битвы Аргента была сильно ранена, а враг сбежал, уничтожив при этом воздушный корабль с подкреплением из Небесной гавани.
Во время починки корабля у вас на пути становится темная эльфийка Елена, которая доставит вам немало хлопот. Уничтожив её предшественников, вы, наконец, сможете починить воздушный корабль, и отправитесь в Небесную гавань, где вам предстоит сразиться с Чёрным рыцарем, завладевшим силой Чёрного дракона, спасти пророка и узнать откровенную правду из истории Аргенты и других героев.
Герои починили корабль, и отправились в Небесную Гавань, где король и его свита ещё не подозревают о произошедших на Колдроке событиях. Всё рассказав нас отправляют работать против Чёрного Рыцаря. Выполнив цепочку квестов, главный герой вместе с Аргентой и её братом Герантом (одним из 6-ти героев) побеждают Вельскуда — чёрного рыцаря, который воспользовавшись силой пророка, превратил себя в чёрного дракона. И вот дракон побеждён и Альтера спасена, но Герант сильно ранен в битве с драконом, а главный герой смертельно отравлен кровью дракона. Пророк остаётся в магической коме и её охраняет Герант в подземелье королевского дворца. Все попытки главного героя привести пророка в чувство ничего не дают, а клан драконопоклонников снова строит козни против мира Альтеры. Главный герой продолжает выполнять поручения обитателей дворца, в основном кардинала Игнасия, который начинает давать ему странные задания, выполнение которых приводит к похищению пророка и смерти Геранта, от которого остаётся лишь странный самоцвет. Игнасий пропадает вместе с пророком и все жутко удивлены его предательству. После этого главного героя отправляют на поиски Аргенты, которая знает как оживить Геранта.
Поиски приводят их в Ведьмину Топь. Там они знакомятся с волшебницей Кассией, а также её братом Караханом, которого мы могли встретить, выполняя побочные задания. Сначала Карахан «помогает» Чарти, являющейся дочкой вождя племени мяури, который вскоре погибает. Но в итоге Карахан показывает свою истинную сущность, крадя самоцвет Зелёного дракона и убивая Чарти. Кассия умирает и магистром ковена становится её ученик Сайдель, который был влюблён в Чарти.
Далее появляется воскресший Барнак и наш герой встречает Терамая, который приходит с Пророком. Герой вновь возвращается в Небесную Гавань. Вельскуд утверждает, что это уже не пророк, а Терамай хочет найти Зеркало правды, которое должно вернуть Барнаку его прежний облик. Оказывается что Вельскуд был прав, но он получил серьёзную травму от Лжепророка, которая крадёт его самоцвет, из-за чего она стала апостолом Розалиндой. Вельскуда прячут в бывшем логове Геранта: Подземелье в Королевском замке. Душа Барнака покидает наш мир от рук отца нашего воина — Ламберта. Затем мы видим разговор Аргенты и воскресшего Геранта на пути в Ану Арендель. Так же, мы узнаём историю Жасмин - девушки из будущего, которая похищает Дейзи.

## Классы персонажей
Пол персонажа в игре привязан к классу.

### Начальные классы
На текущий момент существует 10 начальных классов:
Мужские
- Воин — наступательный класс, специализирующийся на ближнем бое. Обладает широким спектром умений, чтобы наносить высокий урон и комбинировать способности. В бою используют меч, молот, топор или «одушевленный» меч, превращающийся в дракона и другие виды оружий (Ego Sword).
- Клирик — гибридный класс, который специализируется на ближнем бое, но имеет в своем арсенале магические атаки и оборонительные заклинания. Основная специализация класса: усиливающие и лечащие заклинания. В бою использует булаву, цеп или жезл.
- Ассасин — гибридный класс. Опасный и смертоносный противник в ближнем бою, умело управляющийся с чакрами и оружием. Обладает высокой скоростью и ловкостью. Кроме того, благодаря новой уникальной механике некоторые его умения можно использовать несколько раз подряд, не дожидаясь восстановления, что позволяет наращивать темп битвы. Использует кинжал или ятаган.
- Вандар — гибридный класс. Персонаж из Мистланда, мира богини Вестинель. В отличие от обычных классов, после прохождения обучения имеет сразу 90 уровень. Использует лук на запястье и похожий на саблю длинный китайский меч или палаш.

Женские
- Лучница — класс, специализирующийся на нанесении урона на расстоянии. Может использовать арбалет, длинный или короткий лук. В ближнем бою использует серии ударов ногой.
- Волшебница — магический класс, наносящий наибольший урон, однако обладающий слабой физической защитой. Волшебница обладает небольшим радиусом атаки, однако у них более широкая область поражения, чем у лучниц. Особенностью класса является широкий спектр массовых атак. В бою использует посох, а также гримуар, куклу или сферу.
- Механик — гибридный класс, который специализируется на технологии. Пользуется пушкой или бластером.
- Кали — гибридный класс, впечатляюще гибкая и ловкая, владеет особенной магией призыва духов, которые защищают свою хозяйку и её союзников. Она порхает по полю битвы, словно танцует. Но будьте осторожны, потому что этот танец смертелен. Использует вееры или диски.
- Лансия — класс, который предпочитает стремительное нападение, не оставляя врагам шансов сдержать её натиск. Уверенно чувствует себя в ближнем бою. Наиболее успешно справляется с большими группами неприятелей. В бою использует копьё.
- Макина — атакующий класс, особенностью которого является наличие связок в умениях. Экипирована механической рукой.

### Развитые классы
Представитель каждого начального класса на 15 уровне может выбрать одну из двух веток развития персонажа. На 45 (для обычных классов) или 50 (для спин-офф классов) уровне или по мере прохождения сюжета (для Вандара) персонажи могут получить более узкую специализацию. На 93 или 95 уровне после прохождения определённых глав сюжета и выполнения специальной цепочки заданий персонажи дополнительно получают новые умения «Пробуждение» (Awakening). После получения максимального уровня и 20 «уровня доблести» (Hero Level) игрокам становится доступен ещё один навык – «Умение героя» (Hero Skill), которое в последующем при выполнении необходимых условий преобразуется в «Умение древних» (Ancient Skill).

## Издание игры

### Восточная Азия
2 ноября 2007 года компания Nexon, вторая по размеру в Корее разработчик/издатель игр объявила, что именно она будет издателем Dragon Nest. Было объявлено, что закрытый бета-тест игры начнется в середине 2008 года. Запуск игры был надолго отложен, бета-тест начался лишь осенью 2009 года. Официальный релиз Dragon Nest в Корее состоялся в марте 2010 года.
В декабре 2007 года компания Shanda, ведущий издатель игр в Китае, объявила о том, что будет издавать китайскую версию игры. Китайский закрытый бета-тест начался 25 марта 2010 года, а 22 июля того же года состоялся релиз (открытый бета-тест) китайской версии.
21 января 2008 года компания NHN Japan объявила об издании игры на японском языке. 4 марта 2010 были оглашены имена актёров, принявших участие в японском озвучивании игры. Главной музыкальной темой японской версии игры стала песня Ever, исполненная известным японским исполнителем Gackt. Также было объявлено, что японское бета-тестирование начнется 17 апреля 2010 года.

### Северная Америка
В 2009 году компания Nexon America объявила об издании игры в Северной Америке. Изначально было объявлено о запуске американской версии игры в середине 2010 года, однако этого так и не произошло. Позже компания пообещала запустить игру летом 2011 года, по потом дата выхода была перенесена. Релиз Dragon Nest в Северной Америке была выпущена в 28 сентября 2011 года.
27 сентября 2016 года Nexon передала свои полномочия компании Eyedentity Games.

### Европа
Закрытый бета тест в Европе стартовал 27 февраля 2013 года. Официальный релиз Dragon Nest Europe произошёл 6 марта 2013 года компанией eFusion. В том же году с 24 октября по 29 октября был перенос сервера в связи с тем, что компания eFusion передала свои полномочия компании Shanda Games.
31 января 2016 года при установке обновления, содержащего 90 кап, произошел сбой серверов, который привёл к массовым потерям данных всех игроков (другими словами, на сервере произошёл вайп). 5 февраля сервера были восстановлены. Постепенно администрация сервера начисляла игрокам щедрую компенсацию за сложившиеся обстоятельства.
16 марта того же года Shanda Games объявила о передаче прав на издательство игры в Европе компания Cherry Credits.
27 марта 2019 года компания Cherry Credits объявила о закрытии игры в связи с истечением срока контракта с разработчиками.
15 мая 2019 года европейский сервер был закрыт.

### Россия
Локализацией на русский язык занимается холдинг Mail.ru Group. 
Закрытый альфа тест начался 28 августа 2012. Закрытый бета тест начался 5 сентября 2012. Открытый бета тест начался 26 сентября 2012.
Последнее обновление русскоязычного сервера игры произошло в 2016 году. Впоследствии у сервера начались некие юридические проблемы с разработчиками игры, а также игра оказалась в низком приоритете для компании Mail.Ru Group. 
25 декабря 2017 был выпущен новогодний «Dragon Blog», в котором продюсер игры Илья Заславский сообщил, что юридические проблемы решены и вскоре с игроками поделятся новостями. В итоге 31 января 2018 года было объявлено о закрытии серверов игры.   
26 февраля 2018 года в 20:00 по МСК русский сервер был закрыт.

## Отзывы об игре
| Рецензии      | Рецензии |
| ------------- | -------- |
| Издание       | Оценка   |
| 1UP.com       | NA       |
| GameSpot      | 7.8 / 10 |
| GameTrailers  | 8.3 / 10 |
| IGN           | 8.5 / 10 |
| PlayGround.ru | 7.5 / 10 |
| Игромания     | 8.0 / 10 |
| Game Rankings | 85 %     |
| GameStats     | 8.5 / 10 |
| Metacritic    | 8.3 / 10 |
| Youss         | NA       |

### Награды игры
- Лучшая зарубежная игра 2012 года. Конференция разработчиков игр.[19]